# Aldrovani Menon
Aldrovani Menon (* 30. Juli 1972 in Imbituva), auch als Aldro bekannt, ist ein ehemaliger brasilianischer Fußballspieler.

## Karriere
Seine Karriere begann er 1990 beim brasilianischen Verein SE Matsubara, wo er bis 1992 unter Vertrag stand. Im Anschluss wechselte er für zwei Jahre zum japanischen Verein Yokohama Flügels. Danach kehrte er ein Jahr nach Brasilien zurück, wo er vom Verein Paraná Clube unter Vertrag wurde. Im Anschluss unterschrieb er einen 2-Jahres-Vertrag beim niederländischen Verein NEC Nijmegen. Dies war sein letzter Verein außerhalb Brasiliens.
Von 1997 bis 2009 wurde er von den Vereinen Ceará SC, União FC, Ponta Grossa EC, CA Juventus, Figueirense FC, EC Bahia, Sport Recife, EC Juventude, Paulista FC, Caxias FC, GE Glória, Vila Nova FC, Paysandu SC, Goiás EC, Náutico Capibaribe, Clube 15 de Novembro, SER Caxias do Sul, Paysandu SC, Itumbiara EC, Sertãozinho FC, CA Metropolitano, AE Jataiense, Gurupi EC unter Vertrag gestellt.
Zum Abschluss seiner Karriere 2009 spielte er einjährig für den Verein EC Rio Verde.